# Szemlélő
A Szemlélő (teljes címén Szemlélő a tudományok, literatura, művészet, divat és társas élet körében) című lap 1833. július 1-jétől december 27-ig jelent meg Cserneczky József és Kovacsóczy Mihály szerkesztésében Kassán, Wigand György kiadásában és Werfer Károly nyomdájában, 4-rét félíven, hetenként kétszer, augusztus 2-ától egyszer. 1836. január 1-jén újra megindult Kovacsóczy mint tulajdonos-kiadó szerkesztésével, Werfer Károly nyomdájában; megjelent hetenként kétszer 4-rét egyíves számokban; ennek a melléklete volt hetenként félíven a Literaturai Lapok. Mindkét lap 1837. június 30-án, többszöri fennakadás után megszűnt.

## Szerzői
- Cserneczky József
- Hoblik Márton (1836 - 1837, etnográfiai cikkek)

## Lásd még
- Magyar hírlapok a 19. században